# Sturm und Drang (zespół muzyczny)
Sturm und Drang – zespół łączący heavy metal, hard rock i power metal pochodzący z fińskiej miejscowości Vaasa. W skład zespołu wchodzi pięciu członków. Nagrali dwa studyjne albumy, które rozeszły się w 200,000 egzemplarzy.

## Dyskografia
Albumy
| Learning to Rock                        | - Data: 30 maja 2007 - Wydawca: Helsinki Music           | –  | 3 | - FIN: platynowa płyta |
| Rock 'n Roll Children                   | - Data: 12 listopada 2008 - Wydawca: Helsinki Music      | 83 | 2 | - FIN: złota płyta     |
| Graduation Day                          | - Data: 21 września 2012 - Wydawca: Warner Music Finland | –  | 9 |                        |
| „–” oznacza, że album nie był notowany. |                                                          |    |   |                        |

Single
| „Rising Son”                             | 2007 | 3 |                    | Learning to Rock      |
| „Forever”                                | 2007 | – |                    | Learning to Rock      |
| „Indian”                                 | 2007 | 1 | - FIN: złota płyta | Learning to Rock      |
| „Broken”                                 | 2007 | – |                    | Learning to Rock      |
| „Break Away”                             | 2008 | – |                    | Rock 'n Roll Children |
| „A Million Nights”                       | 2008 | 5 |                    | Rock 'n Roll Children |
| „That’s the Way I Am”                    | 2009 | – |                    | Rock 'n Roll Children |
| „Molly the Murderer”                     | 2012 | – |                    | Graduation Day        |
| „–” oznacza, że singel nie był notowany. |      |   |                    |                       |

## Nagrody i wyróżnienia
| Rok  | Kategoria    | Tytułem         | Nagroda    | Nota | Źródło |
| ---- | ------------ | --------------- | ---------- | ---- | ------ |
| 2007 | Yhtyetulokas | Sturm Und Drang | Emma-gaala | Laur | [ 9 ]  |